# Dunkirk (Wisconsin)
Dunkirk è un comune degli Stati Uniti, situato in Wisconsin, nella Contea di Dane.